# Departamento de Mbéré
Mbéré es un departamento de la región Adamawa de Camerún. En noviembre de 2005 tenía una población censada de 171 670 habitantes.
Está formado por los siguientes municipios:
- Dir 34,284
- Djohong 24,445
- Meiganga 88,745
- Ngaoui 24,196